# The Cherry Boppers
The Cherry Boppers se forma en Bilbao en el año 2004 con un carácter meramente instrumental, con el fin de difundir la música jazz funk y en general los ritmos de baile antiguos y de raíz negra. Anteriormente, habían formado su primera banda en el barrio de Santuchu interpretando temas de Jimi Hendrix y la Creedence.
Las actuaciones en directo son una constante en la vida del grupo, en todo tipo de eventos y festivales de diferente género (Viña Rock, Imagina Funk, Festival de Jazz de San Sebastián, Buenafuente, etc..) y abriendo fronteras con dos giras de invierno en Holanda, festivales en Francia y Alemania (Saint Paul Soul Jazz Festival, Theatron Festival, Paradiso Club Amsterdam, etc.)
Lanzaron su primera maqueta ("Dressin' The Puppet") en el año 2006, y tienen lo que consideran dos discos oficiales: "Play It Again!" (2008) y "Shakin' The Hood" (2011).

## Discografía
- Dressin´the Puppet, Noizpop 2006 CD
- Black Lolita/ Watermelon Man 2007 single 7" Enlace Funk
- Play It Again!, Keep On Boppin' Records 2008 CD/LP
- Live in Bilbao, Keep On Boppin' Records 2009 DVD
- Remix It Again!, Keep On Boppin' Records 2010 CD/LP
- Shakin' the Hood, Keep On Boppin' Records 2011 CD/LP
- For Dancers Only, Gaztelupeko Hotsak 2018 CD/LP
- The Cherry Boppers meets Patricia Reckless, Gaztelupeko Hotsak 2023 CD/LP